# 沖田承之進
沖田 承之進（おきた しょうのしん 弘化4年（1847年）- ?）は、江戸時代末期（幕末）の新選組隊士。慶応元年4月、土方歳三による江戸で隊士募集し、八番組に属して上洛したが、同年6月に作成された隊士名簿であり「英名録」に記載されていないことから、脱退したと思われる。

## 沖田承之進を主人公とした作品

### 漫画
- ふしみ彩香 『新撰組 零 ～双璧ノ沖田～』 2012年 BookLive[1][2]

## 沖田承之進を演じた俳優

### 舞台
- 高杉瑞穂 - 劇団たいしゅう小説家 第14回公演『SOHJI・そうぢ！』 2008年 本多劇場[3]